# 地底探検 (アルバム)
『地底探検』（ちていたんけん、Journey to the Centre of the Earth）は、1974年に発表されたリック・ウェイクマンの2作目のアルバム。初のライブ・アルバムである。

## 概要
1974年1月18日、イエスに在籍していたウェイクマンはロンドンのロイヤル・フェスティバル・ホールで行われたソロ・コンサートの2回目のステージで、デヴィッド・ミーシャムが指揮するロンドン交響楽団、イギリス室内合唱団と共演した。本作はこの共演のライブ録音を収録したアルバムである。ミキシングは同月21日から29日までの9日間、ロンドンのモーガン・スタジオで行われた。
原作はジュール・ヴェルヌの同名小説。ウェイクマンは5歳の頃からこの小説を100回以上読んでいた。
「樹海」の中ではエドヴァルド・グリーグ作曲の『ペール・ギュント』の中の「山の魔王の宮殿にて」の部分が引用されている。
当初はLP2枚組、円形の変形ジャケット、30ページのブックレット付きという豪華盤での発売が企画されていたが、オイル・ショックの直撃を受けて、大幅に規模の縮小されたものになってしまった。

## 評価
本作は5月初めに母国イギリスで発売され、同月半ばから全英アルバムチャートに登場し、5月25日付けで、それまで合計15週に渡ってアルバム・チャートのトップにあったカーペンターズの『The Singles: 1969-1973』を蹴落として1位を獲得。10月までトップ30圏内に入っていた。アメリカでも大ヒットし、ウェイクマンのアルバムとしては初の全米トップ10入りを果たした。
本作が発売された時、ウェイクマンはイエスに在籍していた。イギリスなどのチャートで1位を獲得するという偉業は、人気絶頂期にあったイエスでさえも成しえなかった。彼がイエスから脱退することを決意した理由の一つは、本作の大きな成功だったとされている。
1999年にリリースされたアルバム『地底探検〜完結編』の日本盤の帯には、本作は25年間に全世界で1500万枚売れたと記述されている。

## エピソード
ウェイクマンは共演した指揮者のミーシャムからモーツァルトのコンチェルトをやってはどうかと勧められたが、「もし1日に8時間ずつ、1ヶ月の練習期間があれば引き受けられるが、その時間が到底確保できない」と辞退した。

## リマスター盤
- 2003年にCDのリマスター盤が発売された。音質の向上が図られている (AAD)。

## 収録曲
サイド1
1. 旅路〜追憶 - "The Journey"/"Recollection" (21：15)

サイド2
1. 戦い〜樹海 - "The Battle"/"The Forest" (19：00)

## 演奏者
- リック・ウェイクマン - グランドピアノ、ハモンドオルガンC3、ローズ・ピアノ、RMIエレクトラピアノ、ホーナー・クラビネット、メロトロン M400 および M300、ミニモーグ×3、ホンキートンクピアノ
- ゲイリー・ピッグフォード＝ホプキンス (Garry Pickford-Hopkins) - ボーカル
- アシュレー・ホルト (Ashley Holt) - ボーカル
- マイク・イーガン (Mike Egan) - ギター
- ロジャー・ニューウェル (Roger Newell) - ベース
- バーニー・ジェイムズ (Barney James) - ドラム
- ロンドン交響楽団
- イギリス室内合唱団 (The English Chamber Choir)
- デヴィッド・ミーシャム (David Measham) - 指揮
- デヴィッド・ヘミングス (David Hemmings) - ナレーション

## その後の「地底探検」
本作は高く評価され、それを受けてウェイクマンは1974年9月と10月にアメリカ、1975年1月に日本、2月にオーストラリアとニュージーランドでコンサート・ツアーを行なった。これらのツアーでは、彼とバンドが公演先を周って現地のオーケストラと合唱団と共演する、という方式が取られた。本作でナレーションを担当したデヴィッド・ヘミングスは本業の俳優としての仕事のために参加できず、代理にテリー・タプリンが同行した。
日本では東京で4回、大阪と名古屋で各1回の公演が行われた。共演したオーケストラはシャンブル・サンフォニエットで合唱団は東京放送合唱団だった。バンドのメンバーはボーカリストのゲイリー・ピッグフォード＝ホプキンスとアシュレー・ホルト、ベーシストのロジャー・ニューウェルと2人の新メンバーだった。ウェイクマンはインタビュアーの深町純に「オーケストラをバックに弾くというのは気持ちが良いでしょ?」と問われて、「請求書が来るまではね」と答えている。
1975年2月4日にシドニーで開かれたコンサートはビデオ撮影され、後にVHSとレーザーディスク盤として発売された。さらに2001年には、DVDと音声のみを収録したCDの組み合わせが、Journey to the Centre of the Earth - Live in Concert DVD (2001)の題で発売された。
1999年には、本作の続編としてアルバム『地底探検〜完結編』が発表された。
1975年のワールド・ツアーの後、オーケストラのスコアが失われてオーケストラとの再演が困難になった。2011年、ウェイクマンの元に匿名でスコアが送られてきたので再演が可能となり、2012年11月29日にはアルゼンチンのブエノス・アイレスで実現した。ナレーションはスペイン語で行なわれた。
2012年には、同年7月から9月にかけて制作されたスタジオ録音盤Journey to the Centre of the Earth 2012が限定発売された。

## Journey to the Centre of the Earth 2012

### 収録曲
オリジナルには含まれていなかった部分が追加され、全体が27のパートに分割されて個別のタイトルが付けられた。
1. "The Preface" (1:09)
2. "The Journey Overture" (2:25)
3. "The Journey’s Dawn" (3:38)
4. "Crystals" (0:33)
5. "The Gothic Cathedral" (1:06)
6. "The Quest for Water" (1:18)
7. "The Hansbach" (2:54)
8. "Fervent Prayer" (0:41)
9. "The Recollection" (2:32)
10. "Lost & Found" (0:44)
11. "Echoes" (3:49)
12. "4 Miles" (0:17)
13. "The Reunion" (2:42)
14. "A New Vista" (0:49)
15. "A World Within a World" (2:13)
16. "The Raft" (1:06)
17. "The Battle" (5:55)
18. "Cumulus Clouds" (0:37)
19. "The Storm" (2:01)
20. "The Cemetary" (1:28)
21. "Quaternary Man" (4:49)
22. "Mastodons" (0:53)
23. "The Forest" (2:30)
24. "Ages of Man" (1:55)
25. "The Tunnel" (1:53)
26. "Hall of the Mountain King" (0:52)
27. "Mount Etna" (3:17)

### 演奏者
- リック・ウェイクマン - キーボード
- アシュレー・ホルト - ボーカル
- Hayley Sanderson - ボーカル
- Dave Colquhoun - ギター
- Lee Pomeroy - ベース
- トニー・フェルナンデス
- - ドラムス
- The Orion Orchestra
- イギリス室内合唱団
- Guy Protheroe - 指揮
- Peter Egan - ナレーション